# Basti (divisie)

De divisie Basti in de deelstaat Uttar Pradesh

Basti is een divisie binnen de Indiase deelstaat Uttar Pradesh. De divisie Basti bestaat uit de districten:
- Basti
- Sant Kabir Nagar
- Siddharthnagar